# Olteanca (okręg Teleorman)
Olteanca – wieś w Rumunii, w okręgu Teleorman, w gminie Segarcea-Vale. W 2011 roku liczyła 942 mieszkańców.